# 塔拉西夫
50°58′55″N 31°2′39″E / 50.98194°N 31.04417°E
塔拉西夫（烏克蘭語：Тарасів），是烏克蘭北部的村莊，隸屬切爾尼希夫州的切爾尼希夫區。該村始建於1666年，面積1.07平方公里，海拔高度113米，人口170，人口密度每平方公里225.5人。